# Strýc

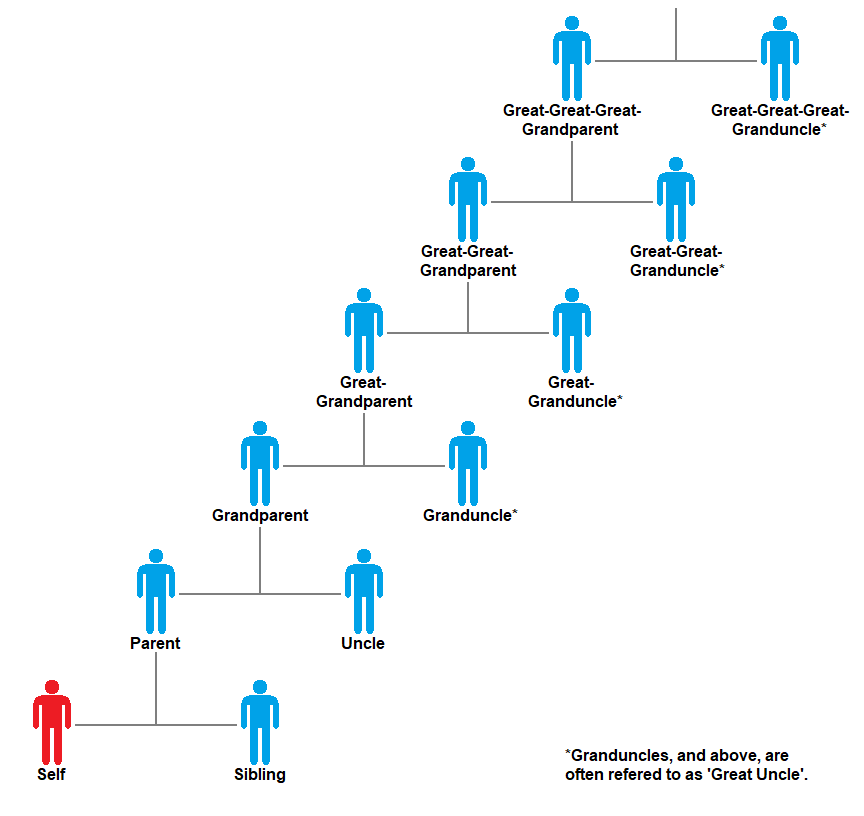
Strýcové podle generací.

Výraz strýc (strýček nebo strejda, nářečně také ujec) ve svém základním významu označuje příbuzného mužského pohlaví, totiž bratra jednoho z rodičů nebo manžela sourozence jednoho z rodičů. Ženský ekvivalent se nazývá teta. Obrácený vztah je synovec (je-li to muž) a neteř (je-li to žena).
Dva strýcové jsou buď rodní bratři, nebo se jedná o švagry.

## Starší výrazy
V minulosti se v češtině někdy rozlišovalo, o jakého příbuzného se jedná. Podle toho byli rozlišováni příbuzní:
- strýc – otcův bratr,
- ujec – matčin bratr,

a jejich partneři:
- stryna – manželka otcova bratra,
- ujčena – manželka matčina bratra,
- tetec – manžel otcovy sestry,
- posel – manžel matčiny sestry.

Označení však nebyla zcela jednotná. Obdobné rozlišování se dosud do určité míry zachovalo ve slovenštině (strýko, ujo, teta, stryná), ani tam se nepoužívá důsledně.

## Prastrýc
Slovem prastrýc označujeme obvykle bratra babičky nebo dědečka.